# Onthophagus petenensis
Onthophagus petenensis é uma espécie de inseto do género Onthophagus, família Scarabaeidae, ordem Coleoptera.
Foi descrita cientificamente por Howden & Gill em 1993.